# Werner Spannagel
Wilhelm Werner Spannagel (* 6. Oktober 1909 in Herkingrade; † 11. August 1943 als Soldat an der Ostfront gefallen) war ein deutscher Amateur-Boxer. 
Werner Spannagel gehörte der Sport- und Spielvereinigung Barmen an. Er war eine der Hauptattraktionen der ersten öffentlichen Boxveranstaltung in der ausverkauften Stadthalle Wuppertal am Johannisberg.
1930 und 1932 wurde  Werner Spannagel westdeutscher Meister, 1932 deutscher Meister im Bantamgewicht und 1933 im Fliegengewicht. 1932 boxte er im Rahmen eines Länderkampfes in Chicago und gewann gegen den US-Amerikaner Johnny Baltzer. Im selben Jahr startete er im Fliegengewicht bei den Olympischen Spielen in Los Angeles, wo er als einer der Favoriten auf den Olympiasieg galt, aber im Viertelfinale gegen den späteren Bronzemedaillengewinner Lou Salica aus den USA ausschied.
1943 fiel Werner Spannagel als Soldat an der Ostfront des Zweiten Weltkriegs.